# Cornelia Dörr
Cornelia Dörr (Lipsia, 23 ottobre 1958) è una nuotatrice tedesca orientale.

## Carriera
Specializzata nello stile libero, si è laureata campionessa europea sulla distanza degli 800m ai campionati di Vienna 1974.

## Palmarès
- Europei

Vienna 1974: oro negli 800m stile libero.